# Saison 2 de Presque parfaite
Cet article présente le guide de la deuxième saison de la série télévisée Presque parfaite (Almost Perfect).

## Épisode 1:L'avez vous bien descendu?
- États-Unis : 9 octobre 1996

- Kevin Kilner (Mike Ryan)
- Maura Vincent (Rabbi Rachel Rosenstock)

## Épisode 2:Ami ou amant?
- États-Unis : 16 octobre 1996

- Katherine La Nasa (Allison)

## Épisode 3:Sortez vos mouchoirs
- États-Unis : 23 octobre 1996

- Lisa Darr (Ivy)
- Leland Orser (Henry)
- Lesley Woods (Shirley)
- Tim Wrightman (Tim)
- Saachiko (Emily)

## Épisode 4:Aide-toi, le ciel t'aidera
- États-Unis : 30 octobre 1996

- Marie Osmond (Herself)
- Jennifer L. Cohen (Tour Guide)

## Épisode 5:Les taux se resserrent
- États-Unis : 20 décembre 1997

- Rhea Perlman (Herself)
- Steven Wright (Ray Whitestone)
- Rosie Taravella (Molly)
- Ken Merckx (serveur)
- Monte K. Grix (Brian)

## Épisode 6:La Prédiction
- États-Unis : 20 décembre 1997

- Walter Koenig (lui-même)
- Christine Estabrook (Lindsay Wolf)
- Jon Hensley (Greg)
- David Todd West (Man #1)
- Steven Meek (Man #2)
- James Nardini (Bill)
- Ryan Cutrona (Ben)

## Épisode 7:La Soupe populaire
- Jeffrey R. Nordling (Jack Chenault)

## Épisode 8:La dragueuse a bonne mine
- États-Unis : 29 décembre 1997

- Jeffrey R. Nordling (Jack Chenault)
- Katherine La Nasa (Allison)
- Christine Moore (Jenny)
- Tom Astor (Thomas)
- Phoef Sutton (directeur)

## Épisode 9:Quand le Canada rit...
- États-Unis : 30 décembre 1997

- Katherine La Nasa (Allison)
- Leigh J. McCloskey (Tommy)
- Wayne Wilderson (Jerry)
- Elsa Klensch (Herself [voiceover])

## Épisode 10:Quiproquo
- États-Unis : 31 décembre 1997

- Jason Carter (Steven Chatwin)
- Jeffrey R. Nordling (Jack Chenault)
- Tom Verica (Steven Ecstasy)
- Shannon Kenny (Giselle)